# Radiocentrum
Radiocentrum é um género de gastrópode  da família Oreohelicidae.
Este género contém as seguintes espécies:
- Radiocentrum avalonense (Hemphill, 1905)